# Prieska
Prieska ist eine Stadt in der Gemeinde Siyathemba, Distrikt Pixley Ka Seme, Provinz Nordkap in Südafrika. Benannt ist die Stadt nach dem Koranna-Wort für ‚Ort der verlorenen Ziege‘ (Prieschap). 2011 hatte Prieska 14.246 Einwohner.

## Geschichte
Die am Fuß des Doringberges gelegene Stadt wurde 1882 gegründet und erhielt den Stadtstatus 1892. Sie breitet sich am südlichen Ufer des Orange aus.
Durch den südafrikanischen Astronomen Cyril V. Jackson wurde 1935 der Asteroid (1359) Prieska nach der Stadt benannt.

## Wirtschaft
Prieska ist ein Zentrum der Landwirtschaft; ebenfalls gibt es hier große Mengen an Schmucksteinen, bei denen das Tigerauge dominiert. Hier ist die Region um Prieska weltweit größter Lieferant.
Früher war Prieska auch bekannt für seinen Bergbau. Größere Kupfer- und Zinkvorkommen wurden 1968 entdeckt und die „Prieska Kupfermine“ von der Anglovaal Mining Ltd. gegründet. Sie wurde eine der Hauptgewinnungsorte für diese Erze in der Provinz Nordkap. Kupfer war das wertvollere Produkt, aber Zinkerze wurde mengenmäßig extensiver gefördert. Die Mine wurde 1996 geschlossen, da sie über die Jahre immer weniger rentabel war.
Bis Ende der 1960er Jahre wurde in der Umgebung von Prieska in großem Umfang Asbest abgebaut. Die daraus resultierenden Umweltschäden und ein erhöhtes Krankheitsrisiko sind bis heute feststellbar.
In der Nähe der Stadt entstand 2016 der Solarpark Prieska mit einer Leistung von 86 MWp.

## Sehenswürdigkeiten
- Das Die Bos-Naturschutzgebiet: Bäume, Sträucher, Karoolandschaft, viele Sukkulente
- Das Fort: Auf dem Prieska-Hügel überblickt es die Stadt, gebaut von den Briten im Zweiten Burenkrieg (1899–1902).
- Wanderwege: Oranjezicht- und T’Keikamspoort-Wanderweg liegen 10 km südlich der Stadt in den Doornbergen.
- Khoisan Rock Art: Felszeichnungen der San.
- Prieska Museum: kleines Heimatkundemuseum.
- Ria Huysamen Aloe Garden: große Anzahl von Sukkulenten. Der Bereich zwischen Prieska und Vioolsdrift wird auch als „Steingarten-Route“ (Rock Garden Route) bezeichnet.